# Russian Roulette (телеигра)
Russian Roulette (с англ. — «Русская рулетка») — американское игровое шоу, автором которого и продюсером был Гуннар Веттерберг. Программа выходила в течение двух сезонов с 3 июня 2002 по 13 июня 2003 на телеканале Game Show Network. Ведущим шоу был Марк Уолберг, закадровым голосом — Бёртон Ричардсон.

## Игровая площадка
Игровая площадка программы — круглой формы, в ней есть шесть круглых люков, которые являются игровыми местами. Четыре из них занимают игроки. Возле каждого люка находится рычаг, который опускают для приведения в действие «механизма русской рулетки». Каждый из люков имеет свою подсветку: красный цвет показывает, что этот люк «пустой», и если на момент остановки механизма подсветка люка игрока станет красной, то люк откроется и игрок провалится туда, выбыв из игры. В центре площадки есть ещё один рычаг.

## Правила игры

### Первый раунд
Каждому из участников изначально даются 150 долларов США. В первом раунде игрокам задаются вопросы стоимостью 150 долларов США с тремя вариантами ответов: изначально выбирается один из игроков, который задаёт первый вопрос. Он должен выбрать, кто будет отвечать на этот вопрос. Если игрок в течение 10 секунд даёт правильный ответ, он зарабатывает ещё 150 долларов и имеет право задать следующий вопрос и выбрать того, кто ответит. Если он ошибается, то проигрывает все свои деньги, которые уходят к автору вопроса, и приводит механизм «русской рулетки» в действие.
В первом случае из шести ячеек пять полностью безопасны для игрока, но одна пустая — если на момент остановки механизма под ним окажется пустая ячейка, то люк откроется и игрок провалится, выбыв из этого раунда. Если же этого не случится, он продолжает игру и имеет право задать следующий вопрос и выбрать игрока для ответа. С каждым последующим вопросом число пустых ячеек возрастает, что снижает шансы игрока остаться в игре в случае неверного ответа. Начиная с пятого вопроса, число пустых ячеек строго равняется пяти.
Если по истечении раунда никто не выбыл и при этом есть игрок с наибольшей суммой, то он остаётся автоматически в игре: лидер раунда выходит в центр площадки и тянет рычаг, запуская механизм «русской рулетки» — после его остановки один из игроков, выбранный по воле случая, покинет шоу, провалившись в люк. Если у выбывшего были какие-то деньги, они разделятся автоматически между всеми оставшимися игроками.

### Второй раунд
Во втором раунде стоимость вопроса составляет 200 долларов США, есть четыре варианта ответа, правила работы механизма остаются те же. Раунд (т.е. задавать вопросы) начинает игрок с наибольшей суммой на счету: если таких нет, ведущий случайным образом выбирает при помощи механизма того, кто начнёт раунд.

### Третий раунд
В третьем раунде стоимость вопроса составляет 300 или 250 долларов США (1-й и 2-й сезоны соответственно). Игрок, который услышит первым вопрос, может как взять обязанность на себя ответить на этот вопрос, так и переадресовать его оппоненту. Если по истечении раунда оба игрока останутся в игре, ведущий выберет случайным образом при помощи механизма русской рулетки финалиста, а второй игрок провалится. Деньги, которые заработал финалист в этих раундах, остаются с ним в любом случае как несгораемая сумма.

### Финал

#### Первый сезон
В течение 60 секунд финалист должен ответить верно на 5 вопросов, которые представляют собой анаграммы и игры слов, математические задачи и вопросы на общее знание. Каждый ответ должен иметь формулировку, начинающуюся с «Мой ответ — это...» (англ. My answer is...). Таймер запускается, как только ведущий начинает читать первый вопрос. За каждый верный ответ игроку начисляется 500 долларов. Каждые 10 секунд открывается один люк. Если участник не уложится во время или ошибётся, он сразу же провалится вниз. Игрок имеет право пропустить вопрос и вернуться к нему, если успеет. Если он даст все пять верных ответов, то получит 10 тысяч долларов.
Если финалист готов рискнуть своими 10 тысячами долларов, он имеет право снова сыграть в «русскую рулетку». Он приведёт механизм в действие, причём в механизме будет столько пустых ячеек, сколько люков открылось в предыдущей игре на пять вопросов. Если же финалист и в этом случае не провалится вниз, то он выигрывает главный приз в размере 100 тысяч долларов США.

#### Второй сезон
В течение 60 секунд финалист должен ответить верно на 10 вопросов (у каждого есть три варианта ответов). Таймер запускается только после того, как ведущий прочитал первый вопрос. За каждый верный ответ игроку начисляется 300 долларов. Каждые 10 секунд открывается один люк. Если участник не уложится во время или ошибётся, он сразу же провалится вниз. Если он даст все 10 верных ответов, то получит 10 тысяч долларов. После этого он имеет право сыграть снова по тем же правилам, что и в первом сезоне, на 100 тысяч долларов США.

## Международные версии
| Страна                                                                                | Название                                               | Ведущий                                      | Канал                   | Главный приз  | В эфире                                              |
| ------------------------------------------------------------------------------------- | ------------------------------------------------------ | -------------------------------------------- | ----------------------- | ------------- | ---------------------------------------------------- |
| Аргентина                                                                             | Decisión Final                                         | Орасио Кабак                                 | América                 | AR$100.000    | 6 июня 2003                                          |
| Бразилия                                                                              | Roleta Russa                                           | Милтон Невеш                                 | Rede Record             | R$500.000     | 31 октября 2002 – 31 октября 2003                    |
| Болгария                                                                              | Руска рулетка                                          | Николай Георгиев                             | БНТ                     | 100 000лв     | 2003                                                 |
| Чили                                                                                  | Ruleta Rusa                                            | Диана Болокко                                | Canal 13                | $100.000.000  | 5 мая 2013                                           |
| Китай                                                                                 | 让梦想飞·智命一击 Rang Meng Xiang Fei · Zhi Ming Yi Ji | Ян Бо                                        | Shandong TV             | Неограничен   | 2015–2016                                            |
| Египет                                                                                | الدائرة El Daera                                       | Айман Кайсуни                                | ERTU1                   | 250.000 ج.م.  | Сентябрь 2010                                        |
| Греция                                                                                | Ρωσική Ρουλέτα Росики Рулета                           | Милтос Макридис                              | MEGA                    | €100.000      | 2002–2003                                            |
| Гонконг                                                                               | 一觸即發                                               | Дайо Вонг                                    | TVB                     | HK$500,000    | 2002                                                 |
| Индия                                                                                 | Bachke Rehnaa Zara Sambhalna                           | Мониш Бел                                    | SET                     | Rs.1,000,000  | 9 сентября 2002                                      |
| Индонезия                                                                             | Russian Roulette                                       | Деде Юсуф                                    | Trans TV                | Rp100,000,000 | 4 сентября 2002 – 31 декабря 2003                    |
| Польша                                                                                | Rosyjska Ruletka                                       | Генрик Талар Кжиштоф Ибиш                    | Polsat                  | 100,000 zł    | 3 сентября 2002 – 7 апреля 2004                      |
| Португалия                                                                            | Decisão Final                                          | Жозе Карлуш Малату                           | RTP1                    | €30.000       | 28 мая 2012 – 13 января 2013                         |
| Румыния                                                                               | Ruleta Rusească                                        | Разван Экзарху Флорин Михок                  | TVR1                    | 1.000.000lei  | 2003–2006                                            |
| Россия                                                                                | Русская рулетка                                        | Валдис Пельш Максим Галкин (25 декабря 2002) | Первый канал            | ₽1,000,000    | 2 апреля 2002 – 28 июня 2003                         |
| Сербия и Черногория                                                                   | Ruski rulet! Руски рулет!                              | Ирфан Менсур                                 | RTV Pink                | Unknown       | Сентябрь 2003 – Июль 2005                            |
| Сербия и Черногория                                                                   | Ruski Rulet Show! Руски рулет шоу! (VIP версия)        | Милан Калинич                                | RTV Pink                | Unknown       | Сентябрь 2003 – Июль 2005                            |
| Сербия · Хорватия · Босния и Герцеговина · Черногория · Словения · Северная Македония | Ruski rulet! Руски рулет!                              | Драган Маринкович                            | RTV Pink Pink BH Pink M | €2,000        | Январь 2007 – 2008                                   |
| Сингапур                                                                              | 灵机一洞                                               | Хсу Найлинь                                  | MediaCorp TV Channel 8  | S$10,000      | 2003–2004                                            |
| Испания                                                                               | Decisíon Fínal                                         | Луис Креспо                                  | Telecinco               | €10,000       | 18 марта 2002                                        |
| Китайская Республика                                                                  | 俄羅斯輪盤                                             | Кевин Цай                                    | Star Chinese Channel    | NT$1,000,000  | Unknown                                              |
| Турция                                                                                | Rus Ruleti                                             | Беркун Оя                                    | Star TV                 | 1,000,000YTL  | 12 апреля 2008                                       |
| Великобритания                                                                        | Russian Roulette                                       | Рона Кэмерон                                 | ITV                     | £10,000       | 31 октября 2002 (пилотный выпуск) 1 – 22 апреля 2003 |